# Ronde van Reggio Calabria 2025
De 67e editie van de wielerwedstrijd Ronde van Reggio Calabria vond plaats op 12 april 2025. De 95 deelnemers startten in Bova Marina en finishten 183,3 kilometer later in Reggio Calabria. De wedstrijd maakte deel uit van de UCI Europe Tour, met de categorie 1.1. De Italiaan Luca Colnaghi won en behaalde zo zijn eerste profzege, voor zijn landgenoten Davide Bais en Lorenzo Finn.

## Uitslag
| Plaats  | Naam              | Ploeg                           | Tijd     |
| ------- | ----------------- | ------------------------------- | -------- |
| Winnaar | Luca Colnaghi     | VF Group-Bardiani CSF-Faizanè   | 4u17'38" |
| 2       | Davide Bais       | Polti VisitMalta                | z.t.     |
| 3       | Lorenzo Finn      | Italië                          | z.t.     |
| 4       | Martin Marcellusi | VF Group-Bardiani CSF-Faizanè   | + 26"    |
| 5       | Nicolò Garibbo    | Italië                          | z.t.     |
| 6       | Ben Granger       | MG.K Vis Costruzioni e Ambiente | z.t.     |
| 7       | Enrico Zanoncello | VF Group-Bardiani CSF-Faizanè   | z.t.     |
| 8       | Filippo Fiorelli  | VF Group-Bardiani CSF-Faizanè   | z.t.     |
| 9       | Javier Serrano    | Polti VisitMalta                | z.t.     |
| 10      | Matthew Kingston  | MG.K Vis Costruzioni e Ambiente | z.t.     |
| 11      | Marco Palomba     | Padovani Polo Cherry Bank       | z.t.     |
| 12      | Davide De Cassan  | Polti VisitMalta                | z.t.     |
| 13      | Lorenzo Quartucci | Solution Tech-Vini Fantini      | z.t.     |
| 14      | Andrea Cantoni    | MG.K Vis Costruzioni e Ambiente | z.t.     |
| 15      | Filippo Magli     | VF Group-Bardiani CSF-Faizanè   | z.t.     |
| 16      | Mattia Piccini    | Gragnano                        | z.t.     |
| 17      | Diego Bracalente  | MBH Bank Ballan CSB             | z.t.     |
| 18      | Luca Cretti       | MBH Bank Ballan CSB             | z.t.     |
| 19      | Tommaso Bessega   | Biesse-Carrera-Premac           | z.t.     |
| 20      | Filippo Tagliani  | Monzon-Incolor-Gub              | z.t.     |

1920 · 1921 · 1922 · 1923 · 1924 · 1925 · 1926 · 1927 · 1928 · 1929 · 1930 · 1931 · 1932 · 1933 · 1934 · 1935 · 1936 · 1937 · 1938 · 1939 · 1940 · 1941 · 1942 · 1943 · 1944 · 1945 · 1946 · 1947 · 1948 · 1949 · 1950 · 1951 · 1952 · 1953 · 1954 · 1955 · 1956 · 1957 · 1958 · 1959 · 1960 · 1961 · 1962 · 1963 · 1964 · 1965 · 1966 · 1967 · 1968 · 1969 · 1970 · 1971 · 1972 · 1973 · 1974 · 1975 · 1976 · 1977 · 1978 · 1979 · 1980 · 1981 · 1982 · 1983 · 1984 · 1985 · 1986 · 1987 · 1988 · 1989 · 1990 · 1991 · 1992 · 1993 · 1994 · 1995 · 1996 · 1997 · 1998 · 1999 · 2000 · 2001 · 2002 · 2003 · 2004 · 2005 · 2006 · 2007 · 2008 · 2009 · 2010 · 2011 · 2012· 2013-2022 · 2023